# Anita Sundman
Gunnel Anita Sundman, född 20 november 1942 i Katarina församling i Stockholm, död 31 mars 2010 i Katarina församling i Stockholm, var en svensk astronom och författare.  
Anita Sundman disputerade vid Stockholms universitet 1974 på en avhandling om stjärnornas fördelning i Vintergatan. Hon var verksam som lärare och forskare vid Stockholms observatorium fram till sin död 2010, men publicerade även en biografi över Knut Lundmark, och den populärvetenskapliga boken Universum sett från en annan plats.
Anita Sundman målade akvareller och undervisade kursen Astronomi, bild och konst vid Stockholms observatorium. Under många år fick alla doktorander vid institutionen ett kort med en akvarell av Anita i samband med disputationen.[källa behövs]
Hon var sambo med astronomiskribenten Per Ahlin (född 1948), son till författarna Lars Ahlin och Gunnel Ahlin. Hon efterlämnade två döttrar. 